# آني جونز
آني جونز (بالإنجليزية: Annie Jones)‏ هي ممثلة أسترالية، ولدت في 13 يناير 1967 في أديلايد في أستراليا.

## وصلات خارجية
- آني جونز على موقع IMDb (الإنجليزية)
- آني جونز على موقع ميوزك برينز (الإنجليزية)
- آني جونز على موقع قاعدة بيانات الفيلم (الإنجليزية)